# 유한형 사상
대수기하학에서 유한형 사상(有限型寫像, 영어: morphism of finite type, 프랑스어: morphisme de type fini)은 대략 유한 개의 변수에 대한 다항 함수에 대응하는 스킴 사이의 사상이다.

## 정의

### 유한형 환 준동형
두 가환환 사이의 환 준동형 {\displaystyle f\colon R\to S}가 주어졌을 때, {\displaystyle S}는 {\displaystyle f}를 통해 {\displaystyle R}-가환 결합 대수를 이룬다. 만약 {\displaystyle S}가 {\displaystyle R}-유한 생성 가환 결합 대수라면 (즉, 만약 어떤 충분히 큰 자연수 {\displaystyle n}에 대하여 {\displaystyle S}가 {\displaystyle R[x_{1},x_{2},\dots ,x_{n}]}의 {\displaystyle R}-몫대수와 {\displaystyle R}-가환 결합 대수로서 동형이라면), {\displaystyle f}를 유한형 준동형(有限型準同型, 영어: finite-type homomorphism)이라고 한다.

### 유한형 사상
이 개념은 스킴에 대하여 쉽게 일반화할 수 있다.
스킴 사상 {\displaystyle f\colon X\to Y}가 주어졌다고 하자. 그렇다면, 다음 두 조건이 서로 동치이며, 이를 만족시키는 스킴 사상을 국소 유한형 사상(局所有限型寫像, 영어: morphism locally of finite type)이라고 한다
- 임의의 {\displaystyle x\in X}에 대하여, 다음 조건을 만족시키는 아핀 열린 근방 {\displaystyle x\in \operatorname {Spec} R\subseteq X} 및 {\displaystyle f(x)\in \operatorname {Spec} S\subseteq Y}가 존재한다.
환 준동형 {\displaystyle S\to R}은 유한형 준동형이다.
- 다음 조건을 만족시키는 {\displaystyle Y}의 아핀 열린 덮개 {\displaystyle (V_{i}\cong \operatorname {Spec} R_{i})_{i\in I}} 및 각 {\displaystyle i\in I}에 대하여 {\displaystyle f^{-1}(V_{i})}의 아핀 열린 덮개 {\displaystyle (U_{j}\cong \operatorname {Spec} S_{j})_{j\in J_{i}}}가 존재한다.
각 {\displaystyle i\in I} 및 {\displaystyle j\in J_{i}}에 대하여, 환 준동형 {\displaystyle R_{i}\to S_{j}}는 유한형 준동형이다.

준콤팩트 함수인 국소 유한형 사상을 유한형 사상(有限型寫像, 영어: morphism of finite type)이라고 한다.:84:87, Definition 3.2.1
유한 생성 가군이 되는 것은 유한 생성 대수가 되는 것보다 매우 강한 조건이며, 따라서 유한 사상은 유한형 사상보다 매우 더 강한 조건이다.

### 유한 표시 사상
두 가환환 사이의 환 준동형 {\displaystyle f\colon R\to S}가 주어졌을 때, {\displaystyle S}는 {\displaystyle f}를 통해 {\displaystyle R}-가환 결합 대수를 이룬다. 만약 다음 조건이 성립한다면, {\displaystyle f}를 유한 표시 준동형(有限表示準同型, 영어: finitely presented homomorphism)이라고 한다.
- 만약 어떤 충분히 큰 자연수 {\displaystyle n}에 대하여, {\displaystyle S}가 {\displaystyle R[x_{1},x_{2},\dots ,x_{n}]}의 {\displaystyle R}-몫대수 {\displaystyle R[x_{1},x_{2},\dots ,x_{n}]/{\mathfrak {a}}}와 {\displaystyle R}-가환 결합 대수로서 동형이며, {\displaystyle {\mathfrak {a}}}는 유한 생성 아이디얼로 잡을 수 있다.

이 개념은 스킴에 대하여 쉽게 일반화할 수 있다. 스킴 사상 {\displaystyle f\colon X\to Y}가 주어졌다고 하자. 임의의 {\displaystyle x\in X}에 대하여, 다음 조건을 만족시키는 아핀 열린 근방 {\displaystyle x\in \operatorname {Spec} R\subseteq X} 및 {\displaystyle f(x)\in \operatorname {Spec} S\subseteq Y}가 존재한다면, {\displaystyle f}를 국소 유한 표시 사상(局所有限表示寫像, 영어: morphism locally of finite presentation)이라고 한다.
- 환 준동형 {\displaystyle S\to R}은 유한 표시 준동형이다.

준콤팩트 함수이자 준분리 사상인 국소 유한 표시 사상을 유한 표시 사상(有限表示寫像, 영어: morphism of finite presentation)이라고 한다.

## 성질

### 함의 관계
다음과 같은 함의 관계가 성립한다.
| 스킴 사상 | ⊃ | 국소 유한형 사상    | ⊃ | 유한형 사상    | ⊃ | 고유 사상 | ⊃ | 유한 사상 | ⊃ | 닫힌 몰입 |
|           |   | ∪                   |   | ∪              |   |           |   |           |   |           |
|           |   | 국소 유한 표시 사상 | ⊃ | 유한 표시 사상 |   |           |   |           |   |           |
|           |   | ∪                   |   |                |   |           |   |           |   |           |
|           |   | 에탈 사상           |   |                |   |           |   |           |   |           |
|           |   | ∪                   |   |                |   |           |   |           |   |           |
|           |   | 열린 몰입           |   |                |   |           |   |           |   |           |
공역이 국소 뇌터 스킴인 스킴 사상의 경우,
국소 유한형 사상 = 국소 유한 표시 사상
유한형 사상 = 유한 표시 사상
이 성립한다.

### 닫힘
{\displaystyle {\mathfrak {P}}}가 유한형 사상 · 국소 유한형 사상 · 유한 표시 사상 · 국소 유한 표시 사상 · 유한 사상 조건 가운데 하나라고 하자. 그렇다면, 다음이 성립한다.
- (합성에 대한 닫힘) {\displaystyle X{\xrightarrow {f}}Y{\xrightarrow {g}}Z}에 대하여, 만약 {\displaystyle f}와 {\displaystyle g}가 {\displaystyle {\mathfrak {P}}}-사상이라면 {\displaystyle g\circ f} 역시 {\displaystyle {\mathfrak {P}}}-사상이다.
- (밑 변환에 대하여 안정) {\displaystyle X{\xrightarrow {f}}Y\leftarrow Y'} 에 대하여, 만약 {\displaystyle f}가 {\displaystyle {\mathfrak {P}}}-사상이라면 밑 변환 {\displaystyle f'\colon X\times _{Y}Y'\to Y'} 역시 {\displaystyle {\mathfrak {P}}}-사상이다.
- (fpqc 위상에서의 내림) {\displaystyle X{\xrightarrow {f}}Y{\xleftarrow {g}}Y'}에 대하여, 만약  밑 변환 {\displaystyle f'\colon X\times _{Y}Y'\to Y'}가 {\displaystyle {\mathfrak {P}}}-사상이며, {\displaystyle g}가 fpqc 사상이라면 {\displaystyle f} 역시 {\displaystyle {\mathfrak {P}}}-사상이다.

여기서 fpqc 사상은 평탄 사상이며, 전사 함수이며, 공역 속의 임의의 콤팩트 열린집합에 대하여 이를 상으로 하는 정의역의 콤팩트 열린집합이 존재하는 스킴 사상이다.

## 예
체 {\displaystyle K}에 대하여, 아핀 공간 {\displaystyle \mathbb {A} _{K}^{n}=\operatorname {Spec} K[x_{1},\dots ,x_{n}]}은 자연스러운 사상
{\displaystyle \mathbb {A} _{K}^{n}\to \mathbb {A} _{K}^{0}=\operatorname {Spec} K}
을 갖는다. 이는 유한형 사상이지만, {\displaystyle n>0}이라면 유한 사상이 아니다.
환 준동형
{\displaystyle K[x]\to K[x,y]/(y^{2}-x^{3}-x)}
으로 유도되는 아핀 스킴 사상
{\displaystyle \operatorname {Spec} K[x,y]/(y^{2}-x^{3}-x)\to \mathbb {A} _{K}^{1}}
는 유한 사상이며 따라서 유한형 사상이다.

## 같이 보기
- 고유 사상